# Yvonne Catterfeld
Yvonne Catterfeld est une chanteuse, auteur-compositrice, actrice et animatrice allemande née le 2 décembre 1979 à Erfurt, en Thuringe (alors en République démocratique allemande).

## Biographie
Elle était en couple entre 2007 et 2021 avec Oliver Wnuk, avec qui elle a eu un fils, Charlie Wnuk, né en avril 2014.
Elle devait interpréter Romy Schneider au cinéma en 2009, mais la production a été interrompue avant le tournage.
Elle fait partie du jury de l'émission The Voice of Germany lors des saisons 6, 7 et 8.

## Discographie

### Albums studios
- 2003 : Meine Welt (sorti le 26 mai 2003)
- 2004 : Farben meiner Welt (sorti le 1er mars 2004)
- 2005 : Unterwegs (sorti le 14 mars 2005)
- 2006 : Aura (sorti le 20 octobre 2006)
- 2010 : Blau im Blau (sorti le 5 mars 2010)
- 2013 : Lieber so (sorti le  22 novembre 2013)
- 2017 : Guten Morgen Freiheit (sorti le 10 mars 2017)

## Filmographie

### Longs métrages
- 2008 : Keinohrhasen de Til Schweiger : elle-même
- 2008 : U-900 (de) de Sven Unterwaldt Jr. : Maria
- 2009 : Zweiohrküken (de) de Til Schweiger : elle-même
- 2009 : Hexe Lilli – Der Drache und das magische Buch de Stefan Ruzowitzky : Blondine
- 2010 : Das Leben ist zu lang (de) de Dani Levy : Caro Will
- 2013 : Sputnik de Markus Dietrich : Katharina Bode
- 2014 : La Belle et la Bête de Christophe Ganz : la princesse
- 2014 : Bocksprünge de Eckhard Preuß : Eva
- 2015 : Die Trapp Familie – Ein Leben für die Musik (de) de Ben Verbong : Maria von Trapp

### Télévision

#### Téléfilms
- 2002 : Atlantic Affairs de Hark Bohm et Nils Willbrandt
- 2005 : Célibataire – Mode d'emploi ! (Was Sie schon immer über Singles wissen wollten) de Oliver Schmitz
- 2005 : Chartbreak Hotel d'Utz Weber : Musical Guest
- 2007 : Das Geheimnis des Königssees de Markus Rosenmüller : Marla Hofer
- 2007 : Wenn Liebe doch so einfach wär' de Kathrin Feistl : Katrina Lang
- 2009 : Les Ombres de la justice (Schatten der Gerechtigkeit) de Hans-Günther Bücking : Maria Teiss
- 2009 : Les Murmures de Noël (Engel sucht Liebe) de Franziska Meyer Price : Laura Dierksen
- 2009 : La Colère du volcan (Vulkan) d'Uwe Janson : Daniela Eisenac
- 2010 : Une femme trahie (Die Frau des Schläfers) d'Edzard Onneken : Karla Ben Yakin
- 2011 : Idylle en eaux troubles (Am Ende die Hoffnung) de Thorsten Näter : Elisabeth « Ellen » Ludwig
- 2011 : Das Mädchen auf dem Meeresgrund (de) de Ben Verbong : Lotte Baierl
- 2012 : Rien ne sert de courir (Plötzlich 70!) de Matthias Steurer : Melanie Müller
- 2012 : Nur eine Nacht de Thorsten Näter : Ina Grede
- 2013 : Collider de Hansjörg Thurn : Andrea Weber
- 2014 : Herzlichen Glückwunsch, Sie haben gewonnen! de Mark von Seydlitz : Johanna Jäger
- 2016 : Wolfsland – Ewig Dein de Tim Trageser : Viola Delbrück
- 2016 : Wolfsland – Tief im Wald de André Erkau : Viola Delbrück
- 2016 : A Dangerous Fortune de Christian Schwochow : Nora Pilaster

#### Séries télévisées
- 2002-2005 : Au rythme de la vie : Julia Blum (40 épisodes)
- 2005 : Tatort : Frau de Balkon jeune (1 épisode)
- 2005 : Hallo Robbie! : Kerstin Steinhage (1 épisode)
- 2005-2006 : Sophie - Braut wider Willen : Sophie Hartenstein/Sophie von Ahlen (2 épisodes)
- 2008 : Soko brigade des stups : Tiffany Tanner (1 épisode)
- 2011 : Le Serment (mini-série) : Ziphora (4 épisodes)
- 2013 : SOKO: Der Prozess : Alicia Lammers (4 épisodes)
- 2014 : My Whole Half Life (mini-série) : Amelia (2 épisodes)

### Doublage
- 2004 : Gang de requins : Angie (voix allemande)
- 2012 : Niko, le petit renne 2 : Wilma (voix allemande)
- 2014 : Clochette et la Fée pirate : Zarina (voix allemande)